# Замок Кілболейн
Замок Кілболейн (англ. Kilbolane Castle) — один із замків Ірландії, розташований у графстві Корк, на вершині гори Кілболейн, біля селища Мілфорд. Замок збудований у XV столітті в стилі норманських замків Ірландії ХІІІ століття. Замок мав високі стіни, круглі башти, був оточений ровом. По архітектурі він був подібний до замків Ліскарол та Баллінколліг. Нині замок лежить у руїнах.

## Історія замку Кілболейн
Ці землі були в ХІІІ столітті власністю єпископа Клойн. Про це повідомляється в рукописі «Пайп Ролл Клойн» у записі за 1291 рік. За словами отця Вогана родина Сайнен жила тут перш ніж переселитися в район Донерайл. Найдавніший замок Кілболейн був побудований після англо-норманського завоювання Ірландії в 1171 році. Замок був побудований феодалами Де Коган і був деякий час твердинею цього аристократичного роду. Пізніше замок був захоплений графом Десмонда та Фіцгіббонською гілкою династії Фіцджеральд. У 1587 році замок захопив Хуго Кафф. Але він не зміг утримати владу над цими землями і в 1590 році замок повернувся в володіння феодалів Фіцгіббон. Потім він був дарований серу Вільяму Поверу, що був чоловіком Гелени Фіцгіббон.
У 1641році спалахнуло повстання за незалежність Ірландії. Замок контролювали повстанці. У 1642 році англійське військо Олівера Кромвеля штурмувало і зруйнувало замок. Вціліли тільки залишки двох башт. Тут була колись старовинна церква з усипальницею родини Сайнен з датою 1446 рік.
Східну вежу замку придбав капітан Джон Ніколс, що збудував на території замку особняк. Замок і особняк успадкував його син Джон Боуен в 1695 році. Він побудував біля замку ще один будинок. У 1832 році була збудована нова церква недалеко від замку за кошти преподобного Дж. Брюса.
У 1897 році замок спорожнів і кілька років стояв пусткою. Потім замок придбав Ганніган. Нині замок є у власності Управління громадських робіт Ірландії. Від замку лишилися руїни, які є лише тінню його колись грізної величі.